# Ott Tänak
Ott Tänak (Saaremaa, 1987. október 15. –) észt raliversenyző, a 2019-es rali-világbajnokság győztese. Jelenleg egy Hyundai i20 N Rally1-el rendszeres résztvevője a világbajnokság futamainak.

## Pályafutása

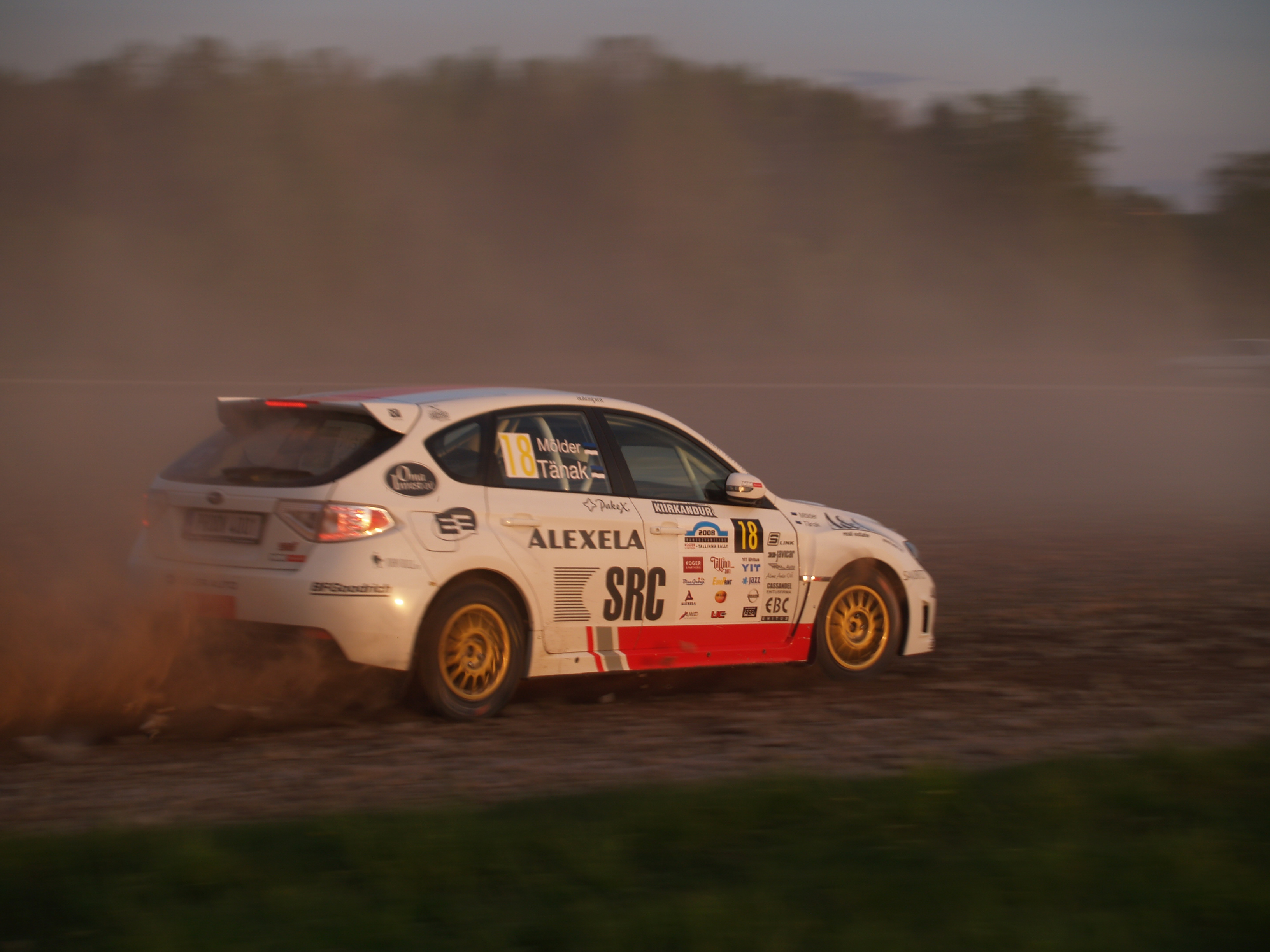
2008-ban a Tallinn-ralin

Édesapja, a többszörös észt ralibajnok Ivar Tänak már fiatal korában az autósport felé terelte Ottot. Hétévesen kezdett gokartozni, tizenhárom évesen pedig már ralizott. 2001 márciusában, egy jégautó-versenyen érte el első kimagasló sikerét, 2002-ben pedig már harmadik lett hazája ifjúsági bajnokságában, majd egy évvel később megnyerte azt.
2008-ban és 2009-ben már az észt bajnokság egyik legeredményesebb versenyzőjének számított.

### Rali-világbajnokság
A 2009-es portugál ralin debütált a világbajnokságon. Egy N csoportos Subaru Imprezával állt rajthoz, mellyel több szakaszon is kategóriája leggyorsabbja volt. A versenyt az összetett huszadik helyen zárta a negyvenegy célba érkező között. Szerepelt a finn ralin is, ahol az ötödik szakasz után a kategória ötödik helyén állt, majd a hatodik gyorsaságin egy baleset miatt kiesett. Ez év szeptemberében a San Marinó-i Alex Raschival együtt megnyerte az Ausztriában tartott európai Pirelli Star Driver válogatót, ami azt jelentette, hogy a 2010-es szezonban hat világbajnoki futamon indulhatott a Pirelli támogatásával.

#### 2010: PCWRC
A 2010-es világbajnokság szezonnyitóján, a svéd ralin még privát csapattal vett részt. Itt nem ért célba, ahogy a török, majd a portugál ralikon sem. Előbbin az összetett kilencedik, és a kategória első helyéről esett ki, Finnországban viszont megnyerte a PCWRC-értékelést. A sorozat utolsó két versenyén a címvédő Armindo Araújóval együtt kimagaslott a mezőnyből. A francia ralin még alulmaradt a portugál vetélytárssal szemben, de a szezonzáró walesi viadalon újfent ő lett a kategória-első. Hetvennyolc gyűjtött pontjával a negyedik helyen zárta a PCWRC tabelláját.

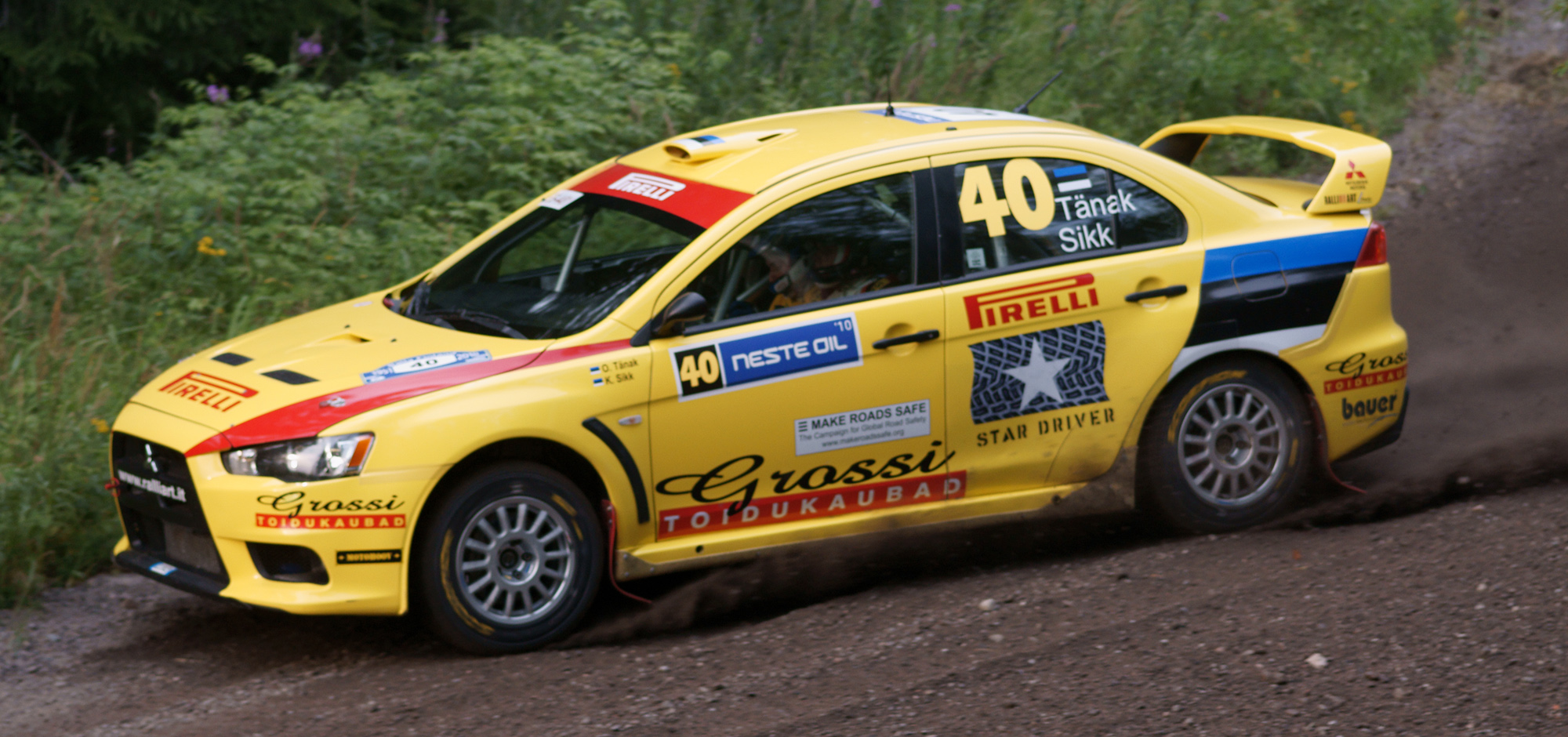
A PCWRC-s mezőny tagjaként 2010-ben

#### 2011: SWRC és WRC-s debütálás

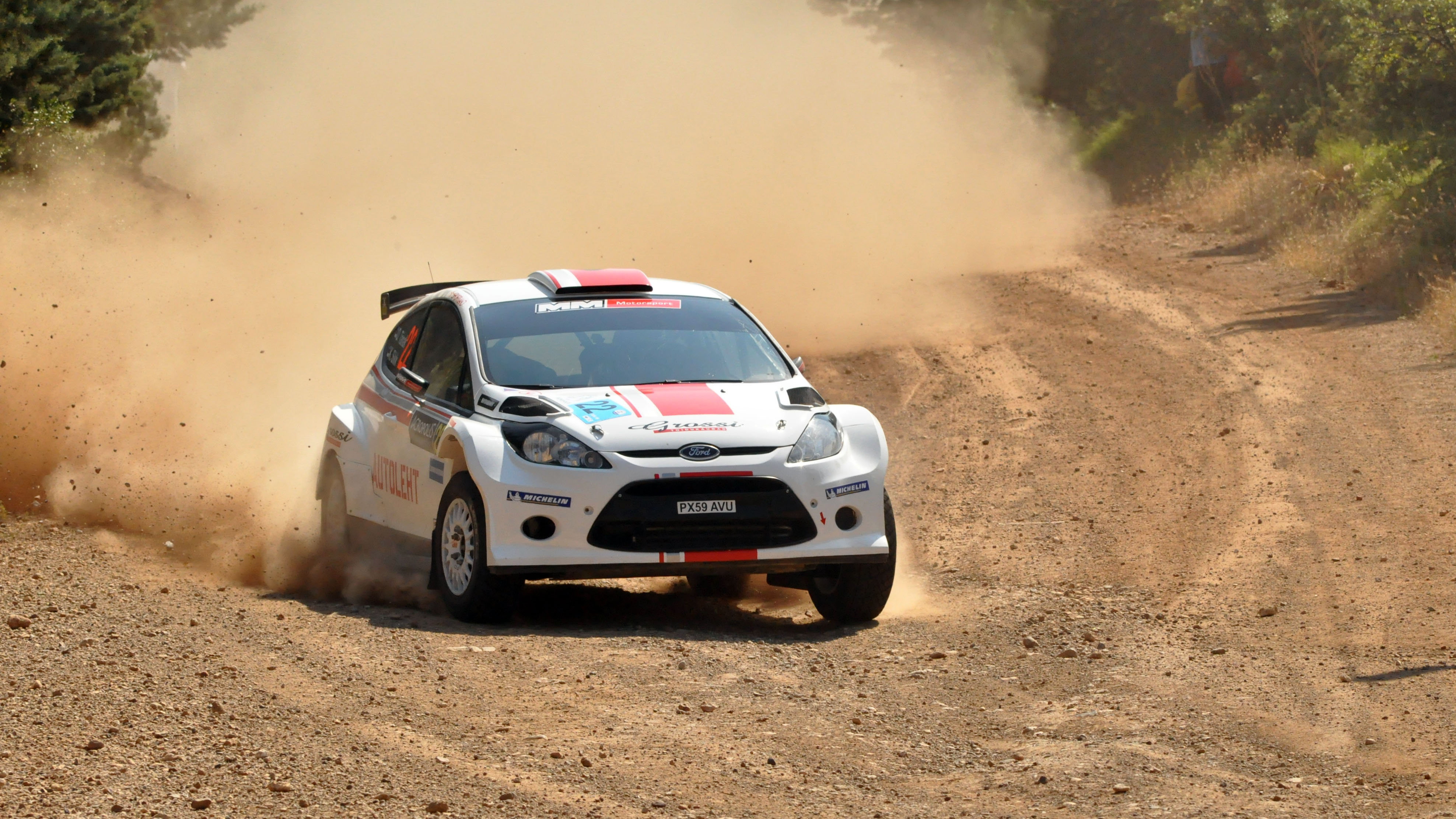
A 2011-es Akropolisz-ralin

A 2011-es szezonra a Super 2000-es autók számára kiírt sorozatban, az SWRC-ben versenyzett, amely a PCWRC-hez hasonlóan a világbajnokság keretein belül zajlik. Tanak a legsikeresebb észt raliversenyző, Markko Martin csapatának, az MM Motorsportnak Ford Fiestájával szerepelt az évben. A sorozat első versenyén, Mexikóban mindössze húsz másodperccel lemaradva követte az élen álló katari Nászer el-Attiját az első nap után, a második nap első gyorsaságiján azonban bukott, így a verseny végére csak tetemes időbüntetés mellett állhatott vissza. Az ötfős mezőnyt így negyedikként zárt, el-Attija későbbi kizárásával azonban egy pozíciót előre lépett. Ez egyben azt is jelentette, hogy az összetett tizenegyedikből tizedik lett, amivel megszerezte első abszolút világbajnoki pontját. A következő verseny, amin rajthoz állt a Szardínia-rali volt, ahol magabiztos győzelmet szerzett kategóriájában, ráadásul összetett hetedik lett, újabb hat pontot gyűjtve. Az Akropolisz-ralin újfent vezetett, ám egy baleset miatt kiesett. Finnországban harmadik volt, majd az azt követő két aszfaltos futamot, a német és a francia ralit megnyerte. A katalán versenyen aztán csak hatodik lett, ám ez is elég volt a pontverseny második helyére. A sikeres SWRC-s szereplés után lehetőséget kapott a szezonzárón, hogy egy Fiesta WRC-vel indulhasson. Tanakot a kínai gumiabroncsgyártó, a DMACK szponzorálta a versenyen. Az ekkor huszonnégy éves észt kiegyensúlyozottan teljesített és hatodikként zárt.

#### 2012: WRC-vel
2012-ben leigazolta a M-Sport Ford Rally Team, és egy Ford Fiesta RS WRC-vel versenyzett a szezon folyamán. A Svéd rali-n nyert egy szakaszt, de a teljes utat nem tudta teljesíteni motormeghibásodás miatt. A Mexikó rali-n egy 5. helyet szerzett. Portugáliában kiesett, ugyanis lecsúszott az útról. Az Argentin rali jól indult a számára, de rosszul folytatódott: a 37. helyen találta magát a táv közepén, végül azonban visszakapaszkodott a 10. pozícióba. Később sorozatban kétszer is kiesett: Németországban és Nagy-Britanniában. Az első dobogós helyezését Olaszországban, a szezon utolsó előtti fordulójában érte el, a 3. lett Mikko Hirvonen és Evgeny Novikov mögött. A szezon utolsó fordulója, a Katalán rali volt, ahol ismét problémás versenyt teljesített és az utolsó szakaszon kiesett.

#### 2013: Hazai rali-k és egyéb bajnokságok
2013-ra kiszorult a nagyok közül és többek között a hazájában futó  Észt-ralibajnokságba igazolt.

#### 2014: Újra a csúcson
Egy év kihagyás után visszavette őt az M-Sport WRT, ám most is gyenge idényt futott: az év folyamát csupán háromszor szerzett pontot, legjobb eredménye egy 5. hely volt a Svéd rali-ról.

## Győzelmei

### WRC győzelmei
| #  | Rali                       | Szezon | Navigátor       | Autó                  |
| -- | -------------------------- | ------ | --------------- | --------------------- |
| 1  | 2017-es Szardínia-rali     | 2017   | Martin Järveoja | Ford Fiesta WRC       |
| 2  | 2017-es német rali         | 2017   | Martin Järveoja | Ford Fiesta WRC       |
| 3  | 2018-as argentin rali      | 2018   | Martin Järveoja | Toyota Yaris WRC      |
| 4  | 2018-as finn rali          | 2018   | Martin Järveoja | Toyota Yaris WRC      |
| 5  | 2018-as német rali         | 2018   | Martin Järveoja | Toyota Yaris WRC      |
| 6  | 2018-as török rali         | 2018   | Martin Järveoja | Toyota Yaris WRC      |
| 7  | 2019-es svéd rali          | 2019   | Martin Järveoja | Toyota Yaris WRC      |
| 8  | 2019-es chilei rali        | 2019   | Martin Järveoja | Toyota Yaris WRC      |
| 9  | 2019-es portugál rali      | 2019   | Martin Järveoja | Toyota Yaris WRC      |
| 10 | 2019-es finn rali          | 2019   | Martin Järveoja | Toyota Yaris WRC      |
| 11 | 2019-es német rali         | 2019   | Martin Järveoja | Toyota Yaris WRC      |
| 12 | 2019-es Wales-rali         | 2019   | Martin Järveoja | Toyota Yaris WRC      |
| 13 | 2020-as észt rali          | 2020   | Martin Järveoja | Hyundai i20 Coupe WRC |
| 14 | 2021-es Sarkvidéki rali    | 2021   | Martin Järveoja | Hyundai i20 Coupe WRC |
| 15 | 2022-es Szardínia-rali     | 2022   | Martin Järveoja | Hyundai i20 N Rally1  |
| 16 | 2022-es finn rali          | 2022   | Martin Järveoja | Hyundai i20 N Rally1  |
| 17 | 2022-es Ypres-rali         | 2022   | Martin Järveoja | Hyundai i20 N Rally1  |
| 18 | 2023-as svéd rali          | 2023   | Martin Järveoja | Ford Puma Rally1      |
| 19 | 2023-as chilei rali        | 2023   | Martin Järveoja | Ford Puma Rally1      |
| 20 | 2024-es Szardínia-rali     | 2024   | Martin Järveoja | Hyundai i20 N Rally1  |
| 21 | 2024-es közép-európai rali | 2024   | Martin Järveoja | Hyundai i20 N Rally1  |
| 22 | 2025-ös Akropolisz-rali    | 2025   | Martin Järveoja | Hyundai i20 N Rally1  |

## Eredményei

### Rali-világbajnokság
| Év   | Csapat                                | Autó                    | 1      | 2      | 3      | 4      | 5      | 6      | 7      | 8      | 9      | 10     | 11     | 12     | 13     | 14    | Helyezés | Pont |
| ---- | ------------------------------------- | ----------------------- | ------ | ------ | ------ | ------ | ------ | ------ | ------ | ------ | ------ | ------ | ------ | ------ | ------ | ----- | -------- | ---- |
| 2009 | Ott Tänak                             | Subaru Impreza WRX STi  | IRE    | NOR    | CYP    | POR 20 | ARG    | ITA    | GRE    | POL    | FIN Ki | AUS    | ESP    | GBR    |        |       | HN       | 0    |
| 2010 | Ott Tänak                             | Subaru Impreza WRX STi  | SWE Ki | MEX    | JOR    |        |        |        |        |        |        |        |        |        |        |       | HN       | 0    |
| 2010 | Pirelli Star Driver                   | Mitsubishi Lancer Evo X |        |        |        | TUR Ki | NZL    | POR Ki | BUL    | FIN 18 | GER 31 | JPN    | FRA 19 | ESP    | GBR 17 |       | HN       | 0    |
| 2011 | MM Motorsport                         | Ford Fiesta S2000       | SWE    | MEX 10 | POR    | JOR    | ITA 7  | ARG    | GRE Ki | FIN 13 | GER 12 | AUS    | FRA 11 | ESP 27 |        |       | 15.      | 15   |
| 2011 | M-Sport Stobart Ford World Rally Team | Ford Fiesta RS WRC      |        |        |        |        |        |        |        |        |        |        |        |        |        | GBR 6 | 15.      | 15   |
| 2012 | M-Sport Ford World Rally Team         | Ford Fiesta RS WRC      | MON 8  | SWE Ki | MEX 5  | POR 14 | ARG 10 | GRE 9  | NZL Ki | FIN 6  | GER Ki | GBR Ki | FRA 6  | ITA 3  | ESP Ki |       | 8.       | 52   |
| 2014 | M-Sport WRT                           | Ford Fiesta RS WRC      | MON    | SWE 5  |        | POR Ki |        |        |        |        |        |        |        |        |        |       | 15.      | 17   |
| 2014 | Drive Dmack                           | Ford Fiesta R5          |        |        | MEX 15 |        | ARG 17 | ITA 21 | POL 11 | FIN 12 | GER 10 | AUS Ki | FRA    | ESP    |        |       | 15.      | 17   |
| 2014 | Drive Dmack                           | Ford Fiesta RS WRC      |        |        |        |        |        |        |        |        |        |        |        |        | GBR 7  |       | 15.      | 17   |
| 2015 | M-Sport WRT                           | Ford Fiesta RS WRC      | MON 18 | SWE 4  | MEX 22 | ARG 11 | POR 5  | ITA 14 | POL 3  | FIN 5  | GER 8  | AUS 6  | FRA 10 | ESP 41 | GBR Ki |       | 10.      | 63   |
| 2016 | DMACK WRT                             | Ford Fiesta RS WRC      | MON 7  | SWE 5  | MEX 6  | ARG 15 | POR Ki | ITA 5  | POL 2  | FIN Ki | GER 23 | CHN T  | FRA 10 | ESP 6  | GBR 2  | AUS 7 | 8.       | 88   |
| 2017 | M-Sport WRT                           | Ford Fiesta WRC         | MON 3  | SWE 2  | MEX 4  | FRA 11 | ARG 3  | POR 4  | ITA 1  | POL Ki | FIN 7  | GER 1  | ESP 3  | GBR 6  | AUS 2  |       | 3.       | 191  |
| 2018 | Toyota Gazoo Racing WRT               | Toyota Yaris WRC        | MON 2  | SWE 9  | MEX 14 | FRA 2  | ARG 1  | POR Ki | ITA 9  | FIN 1  | GER 1  | TUR 1  | GBR 19 | ESP 6  | AUS Ki |       | 3.       | 181  |
| 2019 | Toyota Gazoo Racing WRT               | Toyota Yaris WRC        | MON 3  | SWE 1  | MEX 2  | FRA 6  | ARG 8  | CHL 1  | POR 1  | ITA 5  | FIN 1  | GER 1  | TUR 16 | GBR 1  | ESP 2  | AUS T | 1.       | 263  |
| 2020 | Hyundai Shell Mobis WRT               | Hyundai i20 Coupe WRC   | MON Ki | SWE 2  | MEX 2  | EST 1  | TUR 17 | ITA 6  | MNZ 2  |        |        |        |        |        |        |       | 3.       | 105  |
| 2021 | Hyundai Shell Mobis WRT               | Hyundai i20 Coupe WRC   | MON Ki | ARC 1  | CRO 4  | POR 21 | ITA 24 | KEN 3  | EST 31 | BEL 6  | GRE 2  | FIN 2  | ESP Ki | MNZ    |        |       | 5.       | 128  |
| 2022 | Hyundai Shell Mobis WRT               | Hyundai i20 N Rally1    | MON Ki | SWE 20 | CRO 2  | POR 6  | ITA 1  | KEN Ki | EST 3  | FIN 1  | BEL 1  | GRE 2  | NZL 3  | ESP 4  | JPN 2  |       | 2.       | 205  |
| 2023 | M-Sport WRT                           | Ford Puma Rally1        | MON 5  | SWE 1  | MEX 9  | CRO 2  | POR 4  | ITA 35 | KEN 6  | EST 8  | FIN Ki | GRE 4  | CHL 1  | EUR 3  | JPN 6  |       | 4.       | 174  |
| 2024 | Hyundai Shell Mobis WRT               | Hyundai i20 N Rally1    | MON 4  | SWE 46 | KEN 8  | CRO 4  | POR 2  | ITA 1  | POL 40 | LAT 3  | FIN Ki | GRE 3  | CHL 3  | EUR 1  | JPN Ki |       | 3.       | 200  |
| 2025 | Hyundai Shell Mobis WRT               | Hyundai i20 N Rally1    | MON 5  | SWE 4  | KEN 2  | ESP 6  | POR 2  | ITA 2  | GRE 1  | EST 2  | FIN 10 | PAR    | CHL    | EUR    | JPN    | SAU   | 4.*      | 163* |

* A jelenleg is zajlik.
PWRC
| Év   | Csapat              | Autó                    | 1   | 2   | 3   | 4   | 5     | 6     | 7   | 8     | 9     | PWRC | Pont |
| ---- | ------------------- | ----------------------- | --- | --- | --- | --- | ----- | ----- | --- | ----- | ----- | ---- | ---- |
| 2010 | Pirelli Star Driver | Mitsubishi Lancer Evo X | SWE | MEX | JOR | NZL | FIN 1 | GER 5 | JPN | FRA 2 | GBR 1 | 4.   | 78   |

SWRC
| Év   | Csapat        | Autó              | 1     | 2   | 3     | 4      | 5     | 6     | 7     | 8     | SWRC | Pont |
| ---- | ------------- | ----------------- | ----- | --- | ----- | ------ | ----- | ----- | ----- | ----- | ---- | ---- |
| 2011 | MM Motorsport | Ford Fiesta S2000 | MEX 3 | JOR | ITA 1 | GRE Ki | FIN 3 | GER 1 | FRA 1 | ESP 6 | 2.   | 113  |